# Майлинський сільський округ
Майли́нський сільський округ (каз. Майлы ауылдық округі, рос. Майлинский сельский округ) — адміністративна одиниця у складі Железинського району Павлодарської області Казахстану. Адміністративний центр та єдиний населений пункт — село Майли.
Населення — 237 осіб (2021; 448 у 2009, 1276 у 1999, 2203 у 1989).
Станом на 1989 рік існувала Озерна сільська рада (села Джамбул, Жанабет, Нова Деревня, Озерне). Село Нова Деревня було ліквідоване 2001 року. 2018 року було ліквідовано села Жамбил та Жанабет. 2023 року Озернівський сільський округ перейменовано в сучасну назву.

## Склад
До складу округу входять такі населені пункти:
| Населений пункт    | Старі назви | Населення, осіб (1989) | Населення, осіб (1999) | Населення, осіб (2009) | Населення, осіб (2021) |
| ------------------ | ----------- | ---------------------- | ---------------------- | ---------------------- | ---------------------- |
| Жамбил, село       | Джамбул     | 445                    | 328                    | 83                     | -                      |
| Жанабет, село      | -           | 406                    | 279                    | 147                    | -                      |
| Майли, село        | Озерне      | 1151                   | 648                    | 218                    | 237                    |
| Нова Деревня, село | -           | 201                    | 21                     | -                      | -                      |